# Милан Јанић
Милан Јанић (Бачка Паланка, 14. јун 1957 — Београд, 1. јануар 2003) био je југословенски кајакаш који се такмичио за репрезентацију Југославије.

## Спортска биографија
Милан Јанић се такмичио као кајакаш за Југославију у периоду од касних седамдесетих до средине осамдесетих година двадесетог века. Учествовао је на две олимпијаде у Москви 1980. и у Лос Анђелесу 1984. У Москви се такмичио у кајак спринту на 500 м, где је освојио 4 место и на 1.000 м, где је освојио 7 место. У Лос Анђелесу је учествовао у трци на 500 м и овог пута је стигао као девети а у трци на 1.000 м је стигао други и освојио своју прву олимпијску медаљу.
Милан Јанић је такође учествовао на пет светских првенстава и на њима је освојио шест медаља, три златне 1978, 1979. и 1982. и три сребрне медаље 1978, 1981. и 1983. године.
Његова ћерка, Наташа Јанић, којој је био лични тренер, такође је била репрезентативка али у две државе — Србији и Црној Гори и Мађарској. Миланови синови Мићо и Стјепан од 2004. године, исто као кајакаши, се такмиче за Хрватску. Учествовали су на олимпијским играма 2008. године одржане у Пекингу, Мићо је био на списку резервних такмичара.